# Кулжанов, Изат Бакыевич
Изат Бакыевич Кулжанов (род. 18 июля 2001, Аксу, Павлодарская область) — казахстанский футболист, полузащитник.

## Карьера
Футбольную карьеру начинал в 2019 году в составе клуба «Иртыш М» во второй лиге.
В сентябре 2020 года подписал контракт с российским клубом «Носта».
В апреле 2021 года перешёл в казахстанский клуб «Аксу». 5 марта 2022 года в матче против клуба «Атырау» дебютировал в казахстанской Премьер-лиге (0:0).

## Достижения
«Аксу»
- Победитель Первой лиги Казахстана: 2021

## Статистика
| Игровая карьера | Игровая карьера | Игровая карьера | Лига | Лига | Кубок | Кубок | Межд. | Межд. | Др. | Др. |
| --------------- | --------------- | --------------- | ---- | ---- | ----- | ----- | ----- | ----- | --- | --- |
| 2019            | Иртыш М         | В               | 32   | 8    | —     | —     | —     | —     | —   | —   |
| 2020            | Иртыш           | А               | —    | —    | —     | —     | —     | —     | —   | —   |
| 2020/21         | Носта           | В               | 3    | 0    | —     | —     | —     | —     | —   | —   |
| 2021            | Аксу            | Б               | 19   | 2    | 2     | 0     | —     | —     | —   | —   |
| 2021            | Аксу-Павлодар   | В               | 1    | 0    | —     | —     | —     | —     | —   | —   |
| 2022            | Аксу            | А               | 7    | 0    | —     | —     | —     | —     | —   | —   |